# Étienne le Sabaïte
Étienne Le Sabaïte (né en 725 et mort en 794 ou 807), appelé le Poète, est un hymnographe originaire d'Ascalon en Palestine, orphelin, neveu de Jean Damascène et de Cosmas le Mélode,  moine et ermite à Mar-Sabas, Chariton près du Cédron.
Ce saint est fêté le 13 juillet chez les catholiques et le 28 octobre dans l'Église orthodoxe.

## Biographie
Recueilli par les moines de la laure de Saint-Sabas, sa vie monastique commence à l'âge de dix ans, moine puis higoumène (abbé) d'un autre monastère.

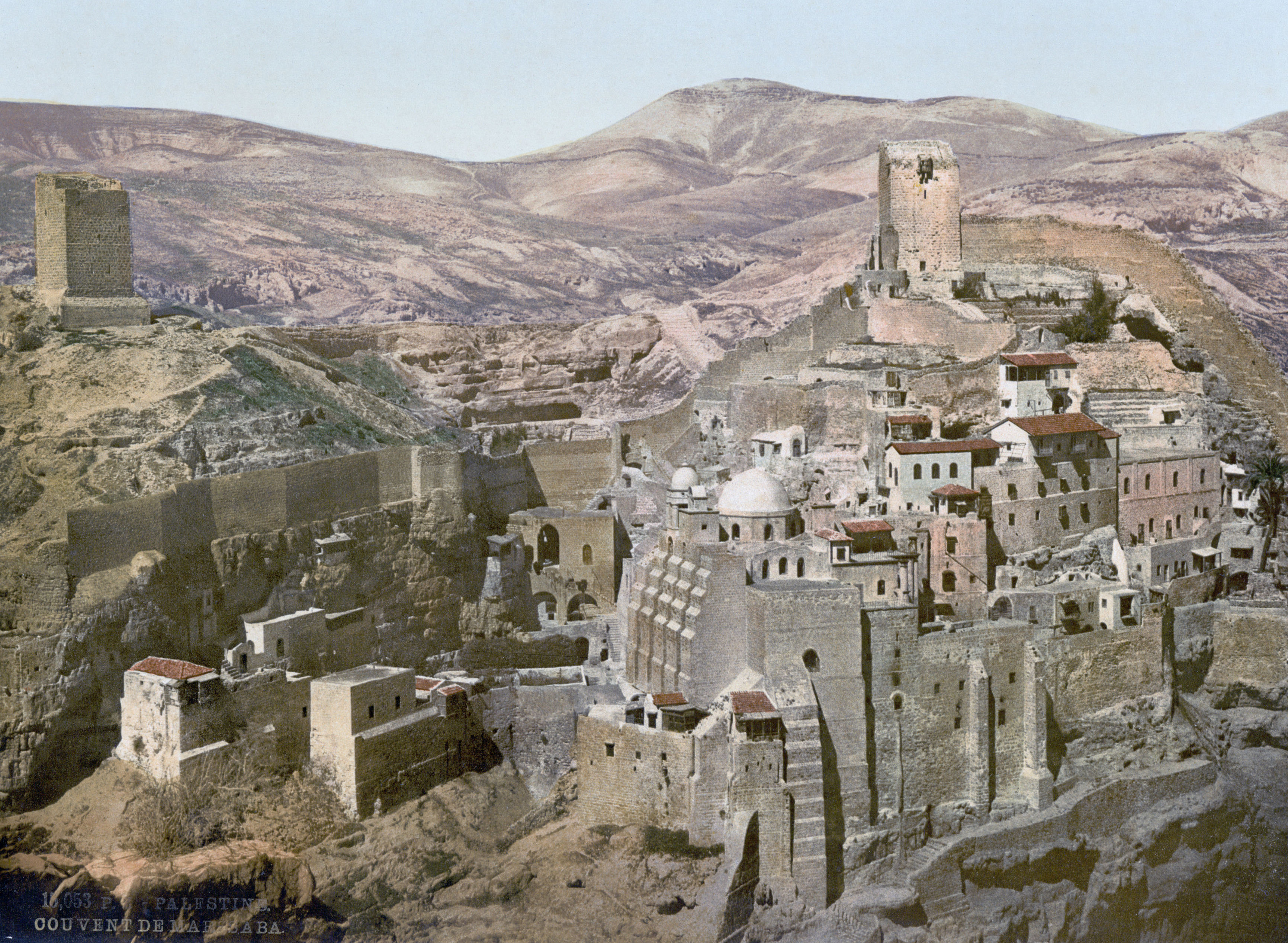
Mar Saba

Il vécut en solitaire dans la  laure de Saint-Sabas en Palestine. Il écrivit beaucoup de poèmes dont un sur la Circoncision et un autre sur la Passion de Notre-Seigneur, qui nous sont parvenus. Il serait coauteur du très bel hymne Κόπον τε καὶ κάματον (« Are you weary, are you languish », traduit par le Dr Neale  et qui servait d'hymne pascal aux chrétiens  méthodistes et  protestants). Il connut aussi de très humbles fonctions, y compris celle d'être hôtelier. Il pratiquait plusieurs carêmes par an. Il nous est resté un extrait de sa vie en géorgien et une Vita en arabe retrouvée dans le Sinaï: « Dans la pauvreté totale, il possédait toute chose ». 
Sur la porte de sa cellule (en), était écrit : 
«- Pères, pardonnez moi, mais je vous prie de ne pas me déranger, excepté le samedi et le dimanche. » 
Il est représenté jeune avec une barbe en pointe dans l'iconographie orthodoxe.